# Beigefläckig dunrall
Beigefläckig dunrall (Sarothrura elegans) är en fågel i den afrikanska familjen dunrallar.

## Kännetecken

### Utseende
Dunrallar är mycket små ralliknande fåglar omtalade för sitt tillbakadragna leverne. De avslöjas därför oftast lättast, eller enbart, med hjälp av sina läten. Hanen och honan har tydligt skilda dräkter.
Beigefläckig dunrall är en 17 centimeter stor fågel. Hanen har rostrött huvud och bröst och ljusfläckig ovansida och buk. Den är till skillnad från liknande vitfläckig dunrall just beigefläckig, ej vitfläckig. Vidare är stjärten till skillnad från denna bandad i roströst och svart. Det röda på huvudet sträcker sig endast till övre delen av bröstet, inte ner på nedre delen av bröstet och på ryggen som hos rödbröstad dunrall. Honan är mörkbrun ovan, med beigefärgat bröst och bandad, ljusare buk.

### Läten
Den beigefläckiga dunrallens läte är ett anmärkningsvärt och helt unikt mislursliknande, lågt dånande "dooooooooooo", som huvudsakligen hörs nattetid och dagtid regniga och mulna dagar.

## Utbredning och systematik
Beigefläckig dunrall delas in i två underarter med följande utbredning:
- Sarothrura elegans elegans – förekommer i Etiopien, Somalia, östra Kenya och söderut till Sydafrika
- Sarothrura elegans reichenovi – förekommer från Västafrika till Uganda och Angola

### Familjetillhörighet
Tidigare placerades dunrallarna bland övriga rallar i familjen Rallidae, men DNA-studier visar att de är närmare släkt med simrallar och placeras därför i en egen familj. Vissa, som Birdlife International, behåller dock dunrallarna i rallarna.

## Levnadssätt
Beigefläckig dunrall hittas i tät undervegetation i skog, i kringliggande buskmark och i välväxta trädgårdar. Födan består av en rad olika ryggradslösa djur, som daggmaskar, märkkräftor, dubbelfotingar och gråsuggor. I Sydafrika häckar den under regnperioden mellan september och maj.

## Status
Arten har ett stort utbredningsområde och internationella naturvårdsunionen IUCN kategoriserar arten som livskraftig. Beståndsutvecklingen är dock oklar.